# 小田光雄
小田 光雄（おだ みつお、1951年5月3日 - 2024年6月8日）は、日本の文筆家・翻訳家。

## 略歴
静岡県生まれ。早稲田大学卒業。
出版社「パピルス」の編集責任者などで出版業に携わり、1990年代後半から出版不況に警鐘を鳴らしていた。
図書流通、古書・出版に関する著書のほか、エミール・ゾラ作品を多数翻訳。
2019年に『古本屋散策』でドゥマゴ文学賞（第29回：鹿島茂の選考）を受賞。
2024年6月8日、食道がんのため静岡県内の病院で死去。73歳没。
2025年6月21日、神田神保町で「偲ぶ会」が行われた。

## 著書
- 『消費される書物 西村寿行と大衆文学の世界』（創林社） 1982
- 『船戸与一と叛史のクロニクル』（青弓社） 1997
- 『〈郊外〉の誕生と死』（青弓社） 1997／論創社 2017 - ※再刊版は各・改訂
- 『出版社と書店はいかにして消えていくか 近代出版流通システムの終焉』（ぱる出版） 1999／論創社 2008
- 『ブックオフと出版業界 ブックオフ・ビジネスの実像』（ぱる出版） 2000／論創社 2008
- 『図書館逍遥』（編書房） 2001／論創社 2023 - 電子書籍も刊
- 『文庫、新書の海を泳ぐ ペーパーバック クロール』（編書房） 2002
- 『書店の近代 本が輝いていた時代』（平凡社新書） 2003
- 『ヨーロッパ 本と書店の物語』（平凡社新書） 2004
- 『民家を改修する』（論創社） 2007
- 『出版業界の危機と社会構造』（論創社） 2007
- 『古雑誌探究』（論創社） 2009
- 「古本探究」論創社
  1. 『古本探究 I』 2009
  2. 『古本探究 II』 2009
  3. 『古本探究 III』 2010
- 「出版状況クロニクル」論創社
  1. 『出版状況クロニクル I』 2009
  2. 『出版状況クロニクル II』 2010
  3. 『出版状況クロニクル III』 2012
  4. 『出版状況クロニクル IV』 2016
  5. 『出版状況クロニクル V』 2018
  6. 『出版状況クロニクル Ⅵ』 2021
  7. 『出版状況クロニクル Ⅶ』 2024 - 電子書籍も刊
- 『郊外の果てへの旅 混住社会論』（論創社） 2017
- 『古本屋散策』（論創社） 2019.5、電子書籍 2023
- 「近代出版史探索」論創社、各・電子書籍 2023
  1. 『近代出版史探索』 2019.10
  2. 『近代出版史探索 II』 2020.5
  3. 『近代出版史探索 III』 2020.7
  4. 『近代出版史探索 Ⅳ』 2020.10
  5. 『近代出版史探索 Ⅴ』 2020.12
  6. 『近代出版史探索 Ⅵ』 2022.5
  7. 『近代出版史探索 Ⅶ』 2024.1、電子書籍 2024.5
- 『近代出版史探索 外伝』 論創社 2021.9
- 『近代出版史探索 外伝 II』 論創社 2025.4 遺著[4]

### 共編著
- 『出版クラッシュ!? 書店・出版社・取次-崩壊か再生か　超激震鼎談 出版に未来はあるか? Ⅱ』[5]（安藤哲也、永江朗と、編書房） 2000
- 『古本屋サバイバル　超激震鼎談 出版に未来はあるか? Ⅲ』（河野高孝、田村和典と、編書房） 2001
- 『戦後出版史 昭和の雑誌・作家・編集者』（塩澤実信、編著、論創社） 2010
- 「出版人に聞く」（聞き手、論創社）
  1. 『「今泉棚」とリブロの時代』（今泉正光） 2010
  2. 『盛岡さわや書店奮戦記』（伊藤清彦） 2011
  3. 『再販 / グーグル問題と流対協』（高須次郎） 2011
  4. 『リブロが本屋であったころ』（中村文孝） 2011
  5. 『本の世界に生きて50年』（能勢仁） 2011
  6. 『震災に負けない古書ふみくら』（佐藤周一） 2011
  7. 『営業と経営から見た筑摩書房』（菊池明郎） 2011
  8. 『貸本屋、古本屋、高野書店』（高野肇） 2012
  9. 『書評紙と共に歩んだ五〇年』（井出彰） 2012
  10. 『薔薇十字社とその軌跡』（内藤三津子） 2013
  11. 『名古屋とちくさ正文館』（古田一晴）[6] 2013
  12. 『『奇譚クラブ』から『裏窓』へ』（飯田豊一） 2013
  13. 『倶楽部雑誌探究』（塩澤実信） 2014
  14. 『戦後の講談社と東都書房』（原田裕） 2014
  15. 『鈴木書店の成長と衰退』（小泉孝一） 2014
  16. 『三一新書の時代』（井家上隆幸） 2014
  17. 『『週刊読書人』と戦後知識人』（植田康夫） 2015
  18. 『小学館の学年誌と児童書』（野上暁） 2015
  19. 『弓立社という出版思想』（宮下和夫） 2015
  20. 『『暮しの手帖』と花森安治の素顔』（河津一哉、北村正之） 2016
- 『風から水へ - ある小出版社の三十五年』（鈴木宏、聞き手、論創社） 2017
- 『家庭通信社と戦後五○年史』（関根由子、聞き手、論創社） 2018
- 『全国に30万ある「自治会」って何だ!』（中村文孝と対談、論創社） 2021
- 『私たちが図書館について知っている二、三の事柄』（中村文孝と対談、論創社） 2022

## 翻訳
- 「ルーゴン・マッカール叢書」（エミール・ゾラ、論創社）
  1. 『ごった煮』 2004
  2. 『夢想』 2004
  3. 『大地』 2005
  4. 『壊滅』 2005
  5. 『パスカル博士』 2005
  6. 『生きる歓び』 2006
  7. 『ナナ』 2006
  8. 『プラッサンの征服』 2006
  9. 『ジェルミナール』 2009
  10. 『ウージェーヌ・ルーゴン閣下』 2009
- 『エマ・ゴールドマン自伝』（小田透共訳、ぱる出版） 2005 - 実子との共訳